# Tetraophasis
A Tetraophasis a madarak osztályának tyúkalakúak (Galliformes) rendjébe és a fácánfélék (Phasianidae) családjába tartozó nem.

## Rendszerezés
A nembe az alábbi 2 faj tartozik:
- Tetraophasis obscurus
- Széchenyi-fajd (Tetraophasis szechenyii)